# Île Hunter (New York)
L'île Hunter ou Hunter Island est une île des États-Unis d'Amérique dans l'État de New York faisant partie des Îles Pelham.

## Géographie
Liée au continent par un remblai, elle s'étend sur un peu plus de 3,8 km pour une largeur d'environ 1 km.

## Histoire
Elle porte le nom d'un de ses anciens propriétaires, l'homme d'affaires et politique, John Hunter (1778-1852) qui l'acheta en 1804.
La ville de New York achete l'île en 1889. 
En 1937, les travaux de dragages sont décidés par Robert Moses pour la relier au continent.